# Station Plombières
Station Plombières was een spoorwegstation langs spoorlijn 39 (station Welkenraedt - station Botzelaer) in de gemeente Plombières. Vanuit dit station was er een aftakking langs spoorlijn 38 naar station Chênée.
Op de plek van het voormalig station bevindt zich sinds 1999 het gemeentehuis van Plombières.
0,0: Chênée ·
1,3: Vaux-sous-Chêvremont ·
3,6: Thier-de-Chênée ·
4,3: Rue-Malvaux ·
5,1: Bois-de-Breux ·
6,3: Les Bruyères ·
9,0: Beyne ·
10,2: Romsée ·
11,3: Fléron ·
13,3: Retinne ·
14,6: Hasard ·
15,4: Micheroux ·
17,2: Mélen ·
19,7: Herve ·
22,2: Battice ·
26,1: Thimister-Clermont ·
30,1: Froidthier ·
32,9: Aubel ·
34,7: Merckhof ·
38,2: Homburg ·
40,1: Hindel-Haut ·
43,4: Plombières
0,0: Welkenraedt ·
3,0: Henri Chapelle ·
Birken ·
1,2: Montzen Village ·
2,5: Montzen · /
8,3: Moresnet ·
11,0: Plombières ·
17,1: Gemmenich ·
18,0: Botzelaer